# Infulathrix siam
Infulathrix siam är en mångfotingart som beskrevs av Shear 2000. Infulathrix siam ingår i släktet Infulathrix och familjen Heterochordeumatidae. Inga underarter finns listade i Catalogue of Life.